# Porak
Il Porak (in azero Axarbaxar) è uno stratovulcano che si trova nella cresta vulcanica del monte Vardenis, circa 20 km a sud-est del Lago Sevan al confine tra Armenia e Azerbaigian.